# André Bon
Pour les articles homonymes, voir Bon.
André Bon (né le 17 août 1946 à Lille) est un compositeur français.

## Distinctions
- Pensionnaire de la Villa Médicis (1974-1976)
- Prix Lili Boulanger (1975)
- Prix Hervé Dugardin de la SACEM (1979)
- Bourse Sabbatique de Création du Ministère de la Culture (1982)
- Prix de la Meilleure Création Française décerné par la Critique Dramatique et Musicale (1987)
- Prix des Talents Nouveaux de la SACD pour l'opéra Le Rapt de Perséphone (1988)
- Prix des Compositeurs de la SACEM (1992)
- Prix de la Meilleure Création Française décernée par la SACEM pour la cantate Les Vallées du Cinéma (1993)
- Prix Samuel Rousseau de l'Académie des Beaux-Arts (1993)
- Prix Monbinne de l'Académie des Beaux-Arts (1995)
- Prix Wolf-Ebermann » de l'Institut International du Théâtre (Munich) pour l'opéra La Jeune Fille au Livre
- Prix Musique 2009 de la SACD pour son opéra Iq et Ox (1996)